# Octavi Frontó
Octavi Frontó (en llatí Octavius Fronto) va ser un magistrat romà del segle i. Probablement formava part de la gens Octàvia.
Va ser pretor durant el regnat de l'emperador Tiberi. L'any 16 va parlar al senat en contra del gran luxe que llavors dominava la societat.